# Fordingbridge Hospital
Fordingbridge Hospital er et lille hospital i Fordingbridge, Hampshire, England. Hospitalet ligger det samme sted som det tidligere Fordingbridge Infirmari og tidligere Fordingbridge Workhouse. Bygningerne er hovedsageligt viktorianske med en moderne afdelingen for indlagte patienter. Hospitalet drives af Southern Health NHS Foundation Trust, som ligger i Calmore, Southampton.